# Die Engel von St. Pauli
Die Engel von St. Pauli ist ein im Hamburger Hafen- und Prostitutionsmilieu spielender, deutscher Kriminal- und Gangsterfilm aus dem Jahre 1969. Unter der Regie von Jürgen Roland spielen Horst Frank und Herbert Fux die  Bosse zweier rivalisierender Gangsterbanden.

## Handlung
Gangsterkrieg im Kiez auf St. Pauli. Der alteingesessene Hamburger Lude Jule Nickels, ein sich kultiviert gebender und stets in feinem Zwirn auftretender Herr über die Prostituierten auf St. Pauli, hat beinharte Konkurrenz aus Österreich bekommen. Ein gewisser Hollek, ein Wiener mit viel Schmäh, aber nicht weniger brutal im Durchsetzen seiner Ziele, hat sich auf der Reeperbahn und Umgebung breit gemacht und will ein Stück vom großen Kuchen des ältesten Gewerbes der Welt abbekommen. Seine hauseigenen Wiener Sexarbeiterinnen hat er gleich mitgebracht. Es kommt zu unschönen Begegnungen beider rivalisierender Banden, und deren Schläger haben alle Hände voll zu tun, die Konkurrenz zu dezimieren oder doch zumindest krankenhausreif zu schlagen. Nickels gibt gegenüber Hollek auch gleich die Marschrichtung vor: „Hier ist St. Pauli und keine Wiener Zuckerbäckerei und wenn du das nicht fressen willst, dann müssen wir eben den ganz großen Löffel nehmen!“ In dieser Gemengelage geschieht ein Mord an einer von Jules Prostituierten: Ein gewisser Herbert Priel, seines Zeichens ein Freier mit Erektionsstörungen und einem unterwickelten Selbstbewusstsein, stranguliert die Nutte Lisa Naumann, die sich in ihrem Todeskampf auch nicht bemerkbar machen kann: Sie ist taubstumm. 
Der ermittelnde Hamburger Kriminalkommissar Beringer hat damit gleich zweimal Ärger: einen deutsch-österreichischen, oder eher hamburgisch-wienerischen Bandenkrieg, der zu eskalieren droht, bei dem u. a. ein homosexuelles Bandenmitglied unter die (U-Bahn-)Räder gerät, und einen Prostituiertenmord. Der wiederum passt nun auch Jule Nickels überhaupt nicht ins Konzept, denn das bedeutet verstärkte Polizeipräsenz auf den Straßen. Und so ordnet der Unterweltkönig, ganz in der Tradition des Schränkers in Fritz Langs Filmklassiker M an, den mutmaßlich psychopathischen Dirnenmörder zu jagen und unschädlich zu machen. Der wird bald zum von allen Seiten gehetzten Wild. Beringers Ass im Ärmel, sein Spitzel Blinky, der die Unterwelt unterwandern soll, taugt nicht allzu viel, denn er wird schließlich enttarnt und von dem sadistischen Radensky brutal gefoltert: Zwischen zwei Fahrzeuge mit Händen und Füßen an Seilen festgezurrt, werden ihm wortwörtlich die Hammelbeine langgezogen. Bis der Mörder Lisas gefasst ist, so erklären sich Nickels und Hollek bereit, soll eine Art Burgfrieden zwischen den beiden Banden herrschen. Doch Hollek hält sich nur bedingt daran und plant bereits den finalen Schlag gegen seinen lästigen Hamburger Konkurrenten. Auch Nickels, in dessen Armen Lisa starb, bleibt nicht untätig, gibt er doch der Anwesenheit Holleks eine Mitschuld an diesem Dirnenmord und seinen Folgen.

## Produktionsnotizen
Die Engel von St. Pauli entstand im Spätsommer 1969 in Hamburg-St. Pauli und wurde am 24. Oktober 1969 uraufgeführt.
Neben zahlreichen Hamburger Schauspielern (darunter auch mehrere aus dem Ensemble des Ohnsorg-Theaters) führte Roland für diesen Kinofilm seine beiden Stars der damals populären TV-Kriminalfilmreihe Dem Täter auf der Spur, Günther Neutze und Karl Lieffen, erneut zusammen. Neutze spielt hier, wie schon im ARD-Rätselkrimiformat, einen Polizeikommissar. Der Catcher Hansi Waldherr wurde im August 1969 bei einem seiner Kämpfe live aufgenommen, das Material in diesen Film hineingeschnitten.
F.-Dieter Bartels schuf die Filmbauten.

## Kritiken
In Filme 1965–70 ist Folgendes zu lesen: „Die routiniert inszenierte Geschichte ist lediglich Mittel zum Zweck, das einschlägige Milieu vordergründig-selbstzweckhaft darzustellen.“
Cinema schreibt: „Verbrecher-Folklore, die St. Pauli wie Soho und die Bronx aussehen lässt. Fazit: Aufregend nur für Kiez-Nostalgiker.“
Auch der Evangelische Film-Beobachter hält nicht viel von dem Streifen: „Trotz technischer Perfektion ein Film ohne Substanz, da die sozialen Bezüge ignoriert werden. Völlig überflüssig.“